# Culex campilunati
Culex campilunati är en tvåvingeart som beskrevs av Carter och Wijesundara 1948. Culex campilunati ingår i släktet Culex och familjen stickmyggor.
Artens utbredningsområde är Sri Lanka. Inga underarter finns listade i Catalogue of Life.